# Hans Scherpner
Hans Scherpner (* 10. März 1898 in Aachen; † 25. September 1959 in Frankfurt am Main) war ein deutscher Fürsorge- und Sozialarbeitswissenschaftler. Er setzte sich mit den historischen Zusammenhängen der Entwicklung der sozialen Arbeit auseinander; außerdem entwickelte und forschte er im Bereich der Methodenlehre.

## Leben
Hans Scherpner stammte aus bürgerlichen Verhältnissen. Sein Vater war Versicherungsagent. Er besuchte das Gymnasium seiner Heimatstadt und in sechs weiteren Städten. Nach dem Notabitur 1917 hörte er in Frankfurt am Main an der Universität Vorlesungen über das Fürsorgewesen bei Christian Jasper Klumker. Dort lernte er seine Frau kennen, die ebenfalls promovierte Sozialwissenschaftlerin und Schülerin von Klumker war. Er studierte dann nach Kriegsende evangelische Theologie in Tübingen und Marburg. 1922 legte er seine erste theologische Prüfung ab. Danach wandte er sich wieder dem Fürsorgewesen zu und arbeitete zunächst ehrenamtlich bei Christian Jasper Klumker am Frankfurter Fürsorgerseminar. Er promovierte 1923 zum Thema „Die Kinderfürsorge in der Hamburgischen Armenreform von 1788“ und wurde im April 1923 Klumkers außerplanmäßiger Assistent am „Seminar für Fürsorgewesen und Sozialpädagogik“, wie es nun hieß.
Er erhielt ein Stipendium des Laura-Spelman-Rockefeller-Memorials, das ihm 1927 bis 1928 einen Forschungsaufenthalt in den Niederlanden ermöglichte. Hier setzte er seine historischen Studien zur Geschichte der sozialen Arbeit fort. Diese Studien endeten schließlich in seiner Habilitationsschrift „Die Anschauungen über das Armenwesen beim Übergang vom Mittelalter zur Neuzeit – ein Beitrag zur Entstehungsgeschichte zur modernen Fürsorge“. 1932 folgte seine Hablitationsvorlesung an der Universität Frankfurt zum Thema „Fürsorge und Politik“. Scherpner gründete in diesen Jahren die erste hessische Erziehungsberatungsstelle in Frankfurt am Main.
1933 trat Scherpner der NSDAP (Mitgliedsnummer 2.536.379) sowie dem Nationalsozialistischen Lehrerbund bei, im Folgejahr wurde er Mitglied der Nationalsozialistischen Volkswohlfahrt (NSV) sowie der Reichsschaft Hochschullehrer. 1934 wurde der Lehrstuhl Klumkers nach dessen Emeritierung nicht neu besetzt. Scherpner, der sich Hoffnungen auf diesen Platz gemacht hatte, spürte die Repressalien des nationalsozialistischen Regimes damit am eigenen Leib. Das Seminar für Fürsorgewesen und Sozialpädagogik wurde zwar weitergeführt und Scherpner 1935 dessen stellvertretender Direktor. Als Privatdozent hatte er allerdings keine Besoldungsgrundlage. Er war gezwungen, als Leiter des Studentenwerks Frankfurt seinen Unterhalt zu verdienen. Trotzdem erhielt er die Fakultät bis zum Wintersemester 1944/45 aufrecht. Es gelang ihm während des Nationalsozialismus nicht, eine Professur zu erhalten. 1943 hatte er einen ersten Entwurf seiner „Theorie der Fürsorge“ vorgelegt, im Bemühen um die Nachfolge Klumkers. Diese Bewerbung wurde auf Bestreben von Wilhelm Polligkeit auf Eis gelegt. Bot Hans Scherper anfangs noch Seminare im Rahmen der NSV an, in denen er über die helfende Beziehung referierte, wandte sich Scherpner zunehmend gegen die radikale Funktionalisierung der sozialen Arbeit.
1948 nahm das Seminar wieder seinen Betrieb auf. 1949 erhielt Scherpner eine Honorarprofessur und wurde Leiter des Seminars. 1950 übernahm er die Leitung des von der US-Militärregierung geförderten Instituts für Sozialarbeit und Erziehungshilfe. 1958 wurde er zum wissenschaftlichen Rat an der Universität Frankfurt ernannt. Somit konnte er an seiner Fakultät Theorie und Praxis der sozialen Arbeit verknüpfen. Er übernahm den Vorsitz des Berufsverbandes männlicher Sozialarbeiter 1950. Von 1952 bis zu seinem Tod gehörte er darüber hinaus dem Hauptausschuss des Deutschen Vereins für öffentliche und private Fürsorge an.
Seine Forschungsergebnisse wurden nach seinem Tode von seiner Frau, Johanna Scherpner publiziert. Die „Theorie der Fürsorge“ (1962) wurde zum Standardwerk.

## Wirkung und Theorie
Scherpner stand im Gegensatz zu seinem Mentor und Lehrer Klumker nicht gerne im Rampenlicht der Wissenschaft. Zeit seines Lebens beschäftigte er sich mit der Geschichte der sozialen Arbeit, der Ausbildung und Methodik der sozialen Arbeit sowie deren Theorie.
Er begriff Fürsorge als persönliche Beziehung zwischen Hilfsbedürftigen und Hilfstätigen. Diese ist gesellschaftlich unterschiedlich organisiert und gestaltet, je nach Epoche und Gegebenheiten. Hilfe, im Sinne eines sozialarbeiterischen Handelskonzeptes, ist für Scherpner eine Funktion der Gemeinschaft, also ein soziales Phänomen. Sie ist damit kein altruistisches Tun oder individuelle Motivation. Hilfe wurzelt für ihn im gemeinschaftlichen Zusammenleben des Menschen, in Familie, Nachbarschaft, sozialem Raum. Sie wird dann aufgrund steigender Komplexität der Hilfe als Staatsaufgabe gesehen. Hilfe wird folglich von staatlicher Seite organisiert und institutionalisiert. Dabei gibt es weiterhin Abhängigkeiten der fürsorgerischen Hilfe, je nach den spezifischen soziokulturellen Gegebenheiten. Es kann daher für Scherpner keinen historisch und zu allen Zeiten allgemeingültigen Begriff von Sozialarbeit geben.
Des Weiteren sah er Sozialarbeit immer auch als Einzelfallhilfe. Er sah zwei Ebenen der Hilfsbedürftigkeit:
1. materielle Armut/Verarmung
2. psychische und soziale Verwahrlosung.

Er grenzt Politik klar von der Fürsorge ab: politisches Handeln dient für ihn der Herrschaft als Stabilisator. Es ginge um Machterhalt und individuelle Ansprüche. Für das Fürsorgewesen wäre dies dysfunktional, da diese gerade den Einzelnen, den Schwachen im Blick hat. Er fürchtet schon in seiner Antrittsrede 1932 eine zunehmende Funktionalisierung von Fürsorge durch Politik.
Bereits in seinen ersten Schriften diskutierte er schon über die Möglichkeit, die in den USA entwickelten Modelle des Case Work auf deutsche Verhältnisse anzupassen.
Vor seinem Tod plante er noch ein größeres Buchprojekt unter dem Titel „Einführung in die Methodik der Jugendfürsorge“, seine Vorarbeiten fand man in seinem Nachlass. Es wurde jedoch nicht fertig. Scherpner stand in Auseinandersetzungen mit Alice Salomon und Carl Mennicke.
Er begriff soziale Arbeit philosophisch. Er war ein Kritiker des Juristenmonopoles. Er gilt zu Recht als einer der ersten, wenn nicht gar als der erste Historiker der sozialen Arbeit. Er wies immer wieder auf die Zeitgebundenheit von Fürsorge hin.

## Schriften
- Die Kinderfürsorge in der Hamburgerischen Armenreform vom Jahre 1788. Berlin 1927.
- Theorie der Fürsorge. Göttingen 1962.
- Hanna Scherpner (Bearb.): Geschichte der Jugendfürsorge. Göttingen 1966, 2., durchges. Aufl. 1979 (Nachweise Karlsruher Virtueller Katalog).
- Studien zur Geschichte der Fürsorge, Frankfurt am Main 1984